# Język kokborok
Język kokborok (dawna nazwa: tripuri) – język ludu Borok używany w indyjskim stanie Tripura i przyległych rejonach Bangladeszu. Należy do grupy języków tybeto-birmańskich, jest blisko spokrewniony z językiem bodo.  W przeszłości zapisywany był odrębnym pismem koloma, obecnie stosuje się alfabet łaciński lub pismo bengalskie.